# Claude Parmentier (journaliste)
Pour les articles homonymes, voir Parmentier.
Claude Parmentier, né le 16 février 1930 à Paris 15e et mort 14 août 1985 à Paris 14e, est un journaliste sportif français, dont le nom est associé, en tant que rédacteur en chef, à deux magazines spécialisés dans le cyclisme : Miroir du cyclisme, Sprint international.

## Biographie
Contrairement à la plupart des journalistes sportifs de sa génération, Claude Parmentier a fait ses débuts journalistiques par la rubrique politique d'agence de presse et non par la rubrique sportive. Engagé volontaire après la Libération de Paris, il commence sa carrière comme correspondant de l'agence United Press à Benghazi en Libye. Poste mineur avant d'occuper la même fonction pour  L'Information, à Bagdad. En 1956 il fait son entrée dans la rubrique sportive du quotidien Le Temps de Paris. Ce quotidien est un cas d'espèce dans la Presse française: publié le soir, son objectif était de concurrencer Le Monde, dans le domaine de l'information et de déstabiliser le directeur Hubert Beuve-Méry suspecté de neutralisme en politique étrangère et de libéralisme en politique algérienne. Le Temps de Paris ne vécut que 66 numéros, d'avril à juin 1956... et Claude Parmentier trouve emploi au quotidien Libération, dans la rubrique sportive duquel écrit un certain Maurice Vidal, par ailleurs directeur de Miroir sprint.
- Au quotidien Libération, Claude Parmentier est rédacteur à la rubrique sportive : omnisports, mais le vélo y prend bonne place. En 1959[5], Claude Parmentier suit le Tour de France, pour ce journal en compagnie de deux autres envoyés spéciaux, Maurice Vidal et André Chaillot.
- Dans l'hebdomadaire Miroir sprint, la rubrique cycliste avait déjà plusieurs collaborateurs (Abel Michéa, Robert Chapatte, Albert Baker d'Isy, Charles Pélissier). Claude Parmentier n'écrit donc pas sur le vélo mais [6], mais il rédige plusieurs « papiers » ayant trait à l'athlétisme, à la boxe, et surtout au rugby.

### ÀMiroir du cyclisme
Le nom de Claude Parmentier apparaît dès le numéro 3 de la série mensuelle du magazine sportif Miroir du cyclisme  (mars 1961), lors de la première mention d'un « comité de rédaction ». Le premier article qu'il signe est publié dans le numéro 9, en août 1961. Son nom disparaît en septembre 1979.
L'Ours du magazine ne mentionne plus, fin 1963 (et année 1964), que trois noms : le directeur Maurice Vidal, le rédacteur en chef Abel Michéa, et le maquettiste Robert Jacquemin. Le sommaire publie les noms des auteurs des articles. Début 1965, Abel Michéa, toujours auteur d'articles n'est plus rédacteur en chef et le seul Maurice Vidal, directeur est nommé. L'organigramme ne réapparaît qu'en juillet 1965, réduit à sa plus simple expression: Maurice Vidal, directeur-rédacteur en chef, Claude Parmentier, secrétaire général, Robert Jacquemin, maquettiste. De fait la cheville ouvrière de la rédaction signe peu d'articles. Tous les collaborateurs de Miroir du cyclisme appartiennent à des rédactions sportives de quotidiens ou d'agences de presse, Robert Jacquemin est le maquettiste de toutes les publications des « Éditions "J" », le seul journaliste permanent du mensuel Miroir du cyclisme est Claude Parmentier, disponible depuis que Libération a dû cesser de paraître en novembre 1964, faute de lecteurs et de fonds. En janvier 1969, il est mentionné comme rédacteur en chef adjoint. Il l'est encore en août 1979, avant que son nom disparaisse sans explication. Entre-temps c'est lui qui promeut la diversification rédactionnelle du magazine en effectuant des reportages en Algérie, (premier Tour d'Algérie d'après l'Indépendance, en avril 1970), au Maroc, en introduisant des nouvelles brèves. En 1973 sous un éditorial qu'il signe il annonce la conclusion d'un  accord avec le groupe de presse belge « Rossel », pour une meilleure diffusion du magazine. En 1974/1975, en compagnie d'un deuxième rédacteur en chef adjoint, Gilles Delamarre, il fait franchir l'Atlantique au Miroir du cyclisme, pour faire connaître au public français l'essor du cyclisme aux États-Unis d'Amérique. Jusqu'alors le « Miroir » franchissait plus allégrement le Rideau de fer. Mais c'est aussi dans un numéro qu'il éditorialise qu'en 1969 qu'est publié une nouvelle d'un écrivain tchèque, réhabilitant le cycliste Jan Veselý, écarté des sélections nationales pour avoir abandonné dans une épreuve.
Les restructurations des éditions Miroir sprint, la concentration du pôle rédactionnel de Miroir du cyclisme avec son administration, sans doute aussi, le rôle de second de Maurice Vidal assumé trop longtemps sont des hypothèses pour expliquer  son brusque départ, et celui d'autres collaborateurs, de Miroir du cyclisme.

### ÀSprint international
En avril 1981, le nom de Claude Parmentier réapparaît dans une publication cycliste mensuelle, éditée par un nouveau groupe éditorial dans le domaine du cyclisme français: Sprint international.